# 約翰·羅斯 (極地探險家)
約翰·羅斯（John Ross，1777年6月24日—1856年8月30日）是一名英國皇家海軍軍官以及極地探險家，出生於蘇格蘭科爾喀姆。曾三次探勘西北水道。
1818年，約翰·羅斯率領伊莎貝拉號前往加拿大北方海域。他以逆時針方向於巴芬灣航行，隨後返回英國。1829年約翰·羅斯再次前往北極海域，他的姪子詹姆斯·克拉克·羅斯同行。這次約翰·羅斯的船隊穿越蘭開斯特海峽並抵達布西亞灣，隔年越過海冰到達一座島嶼，詹姆斯·克拉克·羅斯以在位國王威廉四世將其命名為威廉王島。約翰·羅斯最後一次出航是1850年，為了尋找失蹤的約翰·富蘭克林。該次任務無功而返，

## 來源
- . London: J. Murray. 1819. OCLC 4559652.
- . London: A.W. Webster. 1835. OCLC 1113450.